# Bakersfield Jam 2014-2015
La stagione 2014-15 dei Bakersfield Jam fu la 9ª nella NBA D-League per la franchigia.
I Bakersfield Jam arrivarono secondi nella West Division con un record di 34-16. Nei play-off persero la semifinale di conference con gli Austin Spurs (2-1).

## Roster
| N° | Naz.                   | Ruolo | Sportivo          | Anno | Alt. | Peso |
| -- | ---------------------- | ----- | ----------------- | ---- | ---- | ---- |
| 0  | Stati Uniti (bandiera) | A     | Jamil Wilson      | 1990 | 201  | 104  |
| 4  | Canada (bandiera)      | G     | Tyler Ennis       | 1994 | 188  | 82   |
| 5  | Stati Uniti (bandiera) | G     | Markeith Cummings | 1988 | 198  | 109  |
| 5  | Stati Uniti (bandiera) | A     | Cameron Moore     | 1990 | 208  | 104  |
| 5  | Stati Uniti (bandiera) | G     | Chris Wright      | 1989 | 185  | 95   |
| 7  | Stati Uniti (bandiera) | A     | Renaldo Major     | 1982 | 201  | 95   |
| 9  | Stati Uniti (bandiera) | G     | Xavier Munford    | 1992 | 188  | 82   |
| 10 | Stati Uniti (bandiera) | G     | Joe Jackson       | 1992 | 185  | 78   |
| 11 | Stati Uniti (bandiera) | G     | Jerel McNeal      | 1987 | 191  | 91   |
| 12 | Stati Uniti (bandiera) | A     | T.J. Warren       | 1993 | 203  | 98   |
| 14 | Stati Uniti (bandiera) | GA    | Reggie Bullock    | 1991 | 201  | 93   |
| 14 | Stati Uniti (bandiera) | GA    | Robert Vaden      | 1985 | 196  | 93   |
| 18 | Stati Uniti (bandiera) | GA    | Elijah Millsap    | 1987 | 198  | 98   |
| 20 | Stati Uniti (bandiera) | G     | Archie Goodwin    | 1994 | 196  | 86   |
| 21 | Stati Uniti (bandiera) | C     | Alec Brown        | 1992 | 216  | 107  |
| 23 | Stati Uniti (bandiera) | GA    | Casey Prather     | 1991 | 198  | 96   |
| 22 | Stati Uniti (bandiera) | A     | Adrian Thomas     | 1987 | 201  | 102  |
| 24 | Sudan (bandiera)       | AC    | Mac Koshwal       | 1987 | 208  | 109  |
| 30 | Stati Uniti (bandiera) | C     | Earl Barron       | 1981 | 213  | 113  |

## Staff tecnico
- Allenatore: Nate Bjorkgren
- Vice-allenatori: Tyler Marsh, Tim Lewis, Dylan DeBusk
- Preparatore atletico: Shaun Mirza